# Cantone di Royat
Il Cantone di Royat era una divisione amministrativa dell'arrondissement di Clermont-Ferrand.
È stato soppresso a seguito della riforma complessiva dei cantoni del 2014, che è entrata in vigore con le elezioni dipartimentali del 2015.
Comprendeva i comuni di
- Chanat-la-Mouteyre
- Durtol
- Nohanent
- Orcines
- Royat